# Октябрьский (Калачёвский район)
Октя́брьский — посёлок в Калачёвском районе Волгоградской области России, входит в состав Советского сельского поселения.

## География
Населённый пункт расположен на юго-западе области, в 7 км северо-восточнее п. Волгодонской, у Волго-Донского канала.
площадь — 28 га.
Уличная сеть состоит из двух географических объектов: ул. Рыночная и ул. Шлюзовая

## Население
| 2002 | 2010  | 2021  |
| ---- | ----- | ----- |
| 4487 | ↘3489 | ↗3752 |

## Инфраструктура
Военный городок гарнизона Мариновка.
Распоряжением Правительства Российской Федерации от 19 августа 2011 г. N 1470-р исключен из перечня закрытых военных городков
Октябрьский лицей, спортивный комплекс, поликлиника, магазины, местный рынок, пекарня, система центрального газо- и теплоснабжения.

## Транспорт
Аэродром. Автодорога Остановка общественного транспорта «Октябрьский».
Рядом шлюз Волго-Донского канала, ветка железнодорожного пути Карповская — Ложки.